# Anticristo

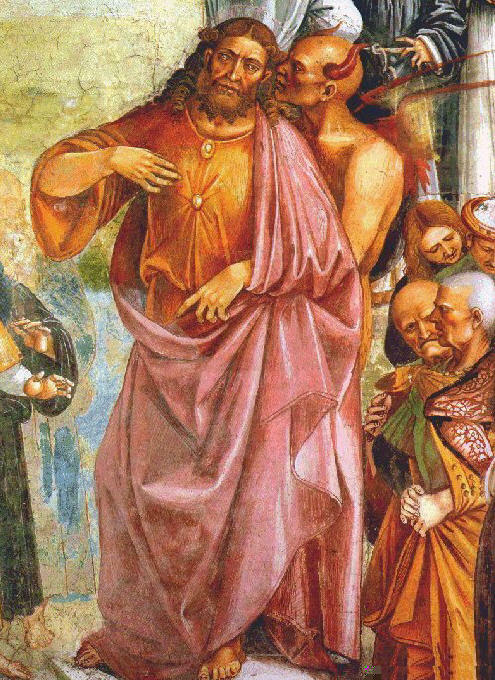
El anticristo por Luca Signorelli en la Catedral de Orvieto.

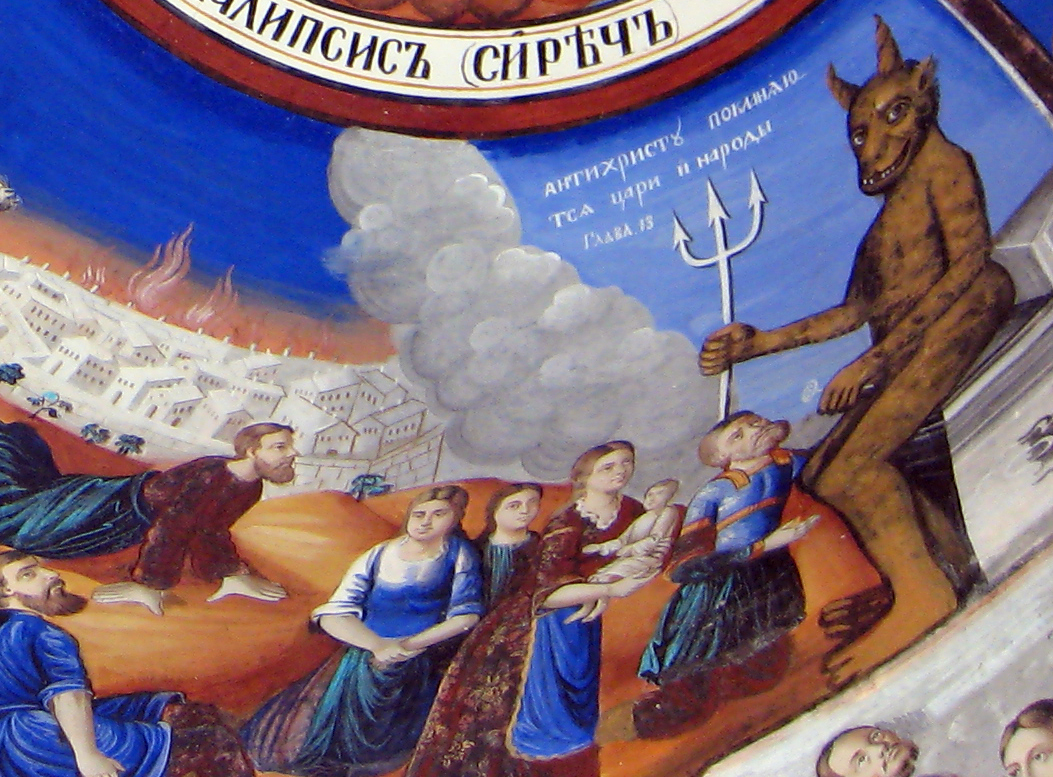
El anticristo, pintura en el Monasterio de Osogovo en Macedonia del Norte. Según la obra, todos los reyes y naciones inclinándose ante el anticristo.

En la teología y escatología cristianas, el nombre «anticristo» se refiere a una figura que cumpliría con las profecías bíblicas concernientes al antagonista de Cristo. El uso de este vocablo aparece cinco veces en la Biblia tanto en forma singular como en plural, todas ellas en dos de las cartas del apóstol Juan, donde por un lado hace referencia a la manifestación, prevista para el fin de los tiempos, y, por otro, a la anticipación de esta manifestación en la acción de apóstatas que reniegan del cristianismo.

## Etimología
El término procede del griego αντὶ- (antì-, «sustituto, opuesto») y χριστός (khristós, «ungido, mesías»), con el significado literal de "aquel que sustituye o se opone al Mesías".

## Generalidades
Solo en el cristianismo, y en menor medida en el judaísmo y en el islam, desempeña un papel relevante la figura de un ser humano totalmente malvado. Desde un punto de vista histórico los orígenes del concepto se encuentran en las creencias mesiánicas y apocalípticas del judaísmo del Segundo Templo y en su influencia entre los cristianos con la fe en Jesús.
Comúnmente con este término se ha hecho alusión a los herejes dentro de las propias corrientes cristianas. Así lo encontramos en las Epístolas de San Juan, en las cuales es empleado para referirse a cualquiera que niega que “Jesús es el Cristo” y el Hijo de Dios que vino “en carne”.
A lo largo de la historia, se encuentran diversas corrientes que niegan la divinidad de la persona de Jesús, junto a otras que predican a Cristo como un mito, cuestionando los evangelios y considerarlos relatos simbólicos donde aparecerían únicamente arquetipos. Estas doctrinas han recibido diversas denominaciones y a menudo engloban diferentes conceptos astrológicos y panteístas en sus cuerpos de creencias.

## En la Biblia
Solamente en la primera y segunda epístolas de Juan, en el Nuevo Testamento, se utiliza la palabra griega «anticristo». Las citas son cuatro:
"Hijos míos, ha llegado la última hora. Ustedes oyeron decir que vendría un anticristo; en realidad ya han aparecido muchos anticristos, y por eso sabemos que ha llegado la última hora." (1 Juan 2, 18).
"¿Quién es el mentiroso, sino el que niega que Jesús es el Cristo? Ese es el anticristo: el que niega al Padre y al Hijo." (1 Juan 2, 22).
"Y todo el que niega a Jesús, no procede de Dios, sino que está inspirado por el anticristo, por el que ustedes oyeron decir que vendría y ya está en el mundo." (1 Juan 4, 3).
"Porque han invadido el mundo muchos seductores que no confiesan a Jesucristo manifestado en la carne. ¡Ellos son el Seductor y el anticristo !" (2 Juan 1, 7).
En los tres primeros versículos, el anticristo es presentado como un grupo de personas ajenas a la comunidad cristiana, que niegan que Jesús es el Cristo, pero tienen la capacidad de inspirar en muchos el rechazo a Jesús.
En el versículo de la segunda carta lo que se expone es inverso: muchos que no manifiestan a Jesucristo llegan luego a ser la singular pareja dual: "el Seductor y el anticristo" por oposición "al Padre y al Hijo". El camino hacia el rechazo al Dios cristiano comienza en esta descripción por el rechazo al origen de Jesucristo. 
La conducta que Juan sugiere a la comunidad para superar estos peligros que llevan al ateísmo es el retorno al amor fraternal como lo hizo Cristo y a la ley de Dios.

### Textos bíblicos de referencia

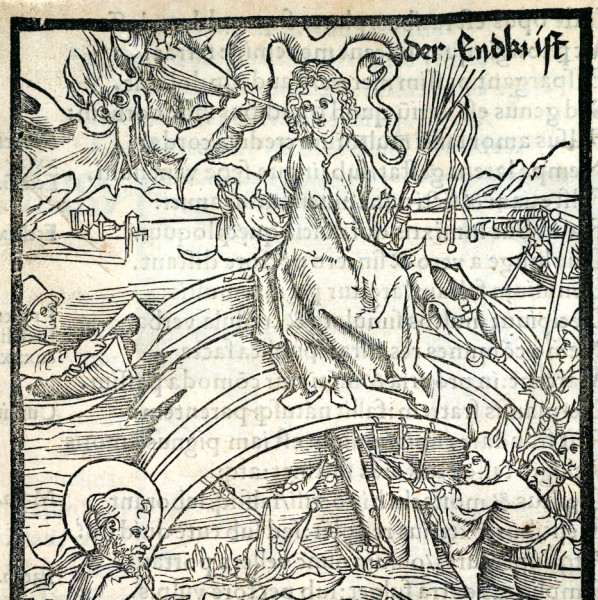
Xilografía que muestra el anticristo, obra de 1498

De las siguientes citas, únicamente la Primera epístola de Juan habla literalmente de «los anticristos», en plural. En el resto de las citas, es una cuestión de interpretación según el lector vea ahí que se refiere al mismo personaje. En las citas del Antiguo Testamento es más discutida esta identidad, ya que el término «anticristo» es exclusivo del Nuevo Testamento, por la misma naturaleza del concepto que Juan emplea en su primera carta:
- 1Juan 2:18-22
- 2Juan 1:7
- Mateo 24:15,22-24
- Daniel 9:27,11:31-36,12:11
- Marcos 13:14
- 2Tesalonicenses 2:1,2:12
- Gog y Magog
- Apocalipsis 13:1-18,19:20,20:10.

## El anticristo en los autores católicos

### En la Edad Antigua
Ireneo de Lyon en su obra Contra las herejías se refiere al anticristo:
"Y no solo por lo que hemos dicho, sino también por lo que sucederá bajo el poder del anticristo, se prueba que el diablo, siendo apóstata y ladrón, quiere ser adorado como Dios; y se quiere proclamar rey, siendo un siervo. Porque él, recibiendo todo el poder del diablo, vendrá no como rey justo o legítimo sujeto a Dios, sino como impío, injusto y sin ley, como apóstata, inicuo y homicida, como un ladrón que recapitulará en sí la apostasía del diablo. Derrocará a los ídolos para persuadirnos de que él mismo es Dios, poniéndose a sí mismo como el único ídolo, resumiendo en sí los distintos errores de los ídolos, a fin de que, aquellos que adoran al diablo mediante muchas maldades, lo sirvan a él en su único ídolo." (...) "Esto es lo que el anticristo hará cuando reine: trasladará su reino a Jerusalén y se asentará en el templo de Dios, seduciendo a aquellos que lo adoran como a Cristo."
Hipólito de Roma en su Tratado de Cristo y el anticristo afirma:
“Cristo es un león, por lo que el anticristo es también un león; Cristo es un rey, por lo que el anticristo es también un rey. El Salvador se manifestó como un cordero; así que él también, de igual manera, aparecerá como un cordero, aunque dentro de él es un lobo. El Salvador vino al mundo en la circuncisión, y vendrá de la misma manera. El Señor envió apóstoles entre todas las naciones, y él de la misma manera enviará falsos apóstoles. El Salvador reunió a las ovejas que fueron esparcidos, y de igual manera reunirá a un pueblo que estaba disperso. El Señor le dio un sello a los que creen en él, y él le dará a uno semejante manera. El Salvador apareció en forma de hombre, y él también vendrá en la forma de un hombre. El Salvador levantó y mostró su santa carne como un templo, y él levantará un templo de piedra en Jerusalén."
San Agustín escribe en sus Comentarios a San Juan refiriéndose a los anticristos:
"Si halláramos que la misma Escritura nos dice que no sólo se niega con la lengua, sino también con los hechos, con toda certeza topamos con muchos anticristos: los que de boca confiesan a Cristo, pero con sus costumbres disienten de él. ¿Dónde hallamos eso en la Escritura? Escucha al apóstol Pablo. Hablando de ese tipo de personas, dice: Pues confiesan que conocen a Dios, pero le niegan con las obras. Hemos hallado a los anticristos mismos: quien niega a Cristo con sus obras es un anticristo. No presto oído a lo que suena al oído, sino que pongo los ojos en cómo vive. Hablan las obras y ¿estamos buscando palabras? Pues ¿qué malvado no quiere hablar como persona de bien?."
Cesáreo de Arlés escribe en su Exposición del Apocalipsis de San Juan:
"Y a propósito del diablo dijo: Y lo cerró, y puso el sello 
por encima de él para que no seduzca ya más a las 
naciones, hasta que se hayan cumplido los mil años. 
Como se ha dicho estos mil años son los que transcurren 
desde la Pasión del Señor, durante los cuales no le es 
permitido al diablo hacer lo que quiere porque no permite 
Dios tentar a sus siervos más allá de lo que pueden 
soportar. Pero después será soltado por un poco de 
tiempo, esto es lo que se designa como tiempo del 
anticristo, durante el cual el diablo recibirá un poder más 
grande para perseguir."

### En la Edad Media
El Apocalipsis del Pseudo-Metodio, obra escrita en lengua siríaca a finales del siglo VII d. C. contemporánea a la conquista islámica del Cercano Oriente, describe al Anticristo del siguiente modo: "Entonces aparecerá el Hijo de la Perdición, el Anticristo. Nacerá en Corozaín, se criará en Betsaida y reinará en Cafarnaúm, como dijo el Señor en el Evangelio: «¡Ay de ti, Corozaín! ¡Ay de ti, Betsaida! ¡Ay de ti, Cafarnaúm!, si te elevan hasta los cielos, porque descenderás a los infiernos». (...) Entrará en Jerusalén y se sentará en el templo como si fuera el Hijo de Dios, y su corazón, ebrio de orgullo, olvidará que es hijo de un hombre y una mujer de la tribu de Dan; engañador y falsificador, seducirá con sus milagros a muchos crédulos."
El abad benedictino Adso de Montier, del siglo X, es el que resume en su Epistola Adsonis ad Gerbergam reginam de ortu et tempore Antichristi (conocida como De Antichristo) las características del personaje. Se presenta al anticristo en una biografía cronológica, lo que permitió una amplia divulgación de este escrito. El autor expresa: "Como dijimos anteriormente, él nacerá en la ciudad de Babilonia, vendrá a Jerusalén, se circuncidará y dirá a los judíos: "Yo soy el Cristo prometido a ti que ha venido a salvarte, para que yo pueda, reúnanse y defiendan quienes son la Diáspora". En ese momento, todos los judíos acudirán a él, creyendo que están recibiendo a Dios, sino que recibirán al diablo. El anticristo también "será entronizado en el Templo de Dios", es decir, en la Santa Iglesia, y hará mártires a todos los cristianos. Será elevado y grande, porque en él estará el diablo, la fuente de todo mal "que es el rey sobre todos los hijos del orgullo". (...) Los maestros dicen que el anticristo será asesinado en el Monte de los Olivos en su tienda y en su trono, en el lugar opuesto a donde el Señor ascendió al cielo."
El monje y cronista Guibert de Nogent en su obra histórica "Gesta Dei per francos" atribuye al papa Urbano II en su llamado a la Primera cruzada durante el Concilio de Clermont (1095) los siguientes conceptos: "Y debéis considerar también con suma atención si Dios está obrando a través de vuestros esfuerzos para restaurar la Iglesia que es la madre de las Iglesias; tal vez quiera restaurar la fe en algunas de las tierras orientales, a pesar de la proximidad del tiempo del Anticristo. Pues es evidente que el Anticristo no hace guerra ni contra los judíos ni contra los paganos, sino que, según la etimología de su nombre, actuará contra los cristianos. Y si el Anticristo no encuentra allí a ningún cristiano, como hoy apenas los hay, no habrá nadie que se le resista ni nadie entre quien pueda moverse con justicia. Según Daniel y su intérprete Jerónimo, su tienda estará fijada en el Monte de los Olivos, y ciertamente se sentará, como enseña el Apóstol, en Jerusalén,"En el templo de Dios, como si fuera Dios" y, según el profeta, matará sin duda a tres reyes ilustres por su fe en Cristo, es decir, a los reyes de Egipto, de África y de Etiopía. Esto no puede suceder de ninguna manera, a menos que el cristianismo se establezca donde ahora reina el paganismo."
Hildegarda de Bingen presenta la figura del anticristo en su obra Scivias, compuesta entre los años 1141 y 1151. Aunque no lo identifica con un personaje histórico concreto, afirma que el "Corruptor" surge del seno mismo de la Iglesia. Su madre "en el ardor tan ferviente de aquella fornicación concibe al Hijo de la Perdición, sin saber de cuál de los hombres es la semilla con que lo ha concebido".
"En realidad el anticristo, poseído por el diablo, cuando abra su boca para su perversa enseñanza destruirá todo lo que Dios había establecido en la Ley Antigua y en la Nueva, y afirmará que el incesto, la fornicación, el adulterio y otros tales no son pecado.".
"Sin embargo, les manda observar la circuncisión y el judaísmo, según las costumbres de los judíos, haciendo más leves –de acuerdo con la voluntad de ellos– los preceptos más duros de la Ley".
Joaquín de Fiore en su teología de fines del siglo XII: "A partir de su lectura del Libro del Apocalipsis de san Juan, Joaquín afirma que cinco tiempos ya se concluyeron, y cinco de los siete sellos (Ap. VI) han sido ya abiertos. Así pasaron sucesivamente el tiempo de los apóstoles, el de los mártires, de los doctores, de los monjes, y finalmente el de la lucha entre Roma y Babilonia —la rivalidad entre el papa y el emperador—. El sexto tiempo, caracterizado por un recrudecimiento de la lucha entre ambos poderes, y que es el del abad de Fiore, debería acabarse en medio de grandes tribulationes, de persecuciones originadas por un magnus tyrannus. Periodo oscuro en el que nadie busca la fe o la verdad, en el que la violencia y los conflictos dividen el pueblo cristiano, en el que todo parece perdido, tiempo del anticristo sobre el que existe una larga tradición."
Santo Tomás de Aquino en su Comentario a la segunda epístola a los Tesalonicenses, afirma:
"(L)a firmeza y estabilidad del Imperio Romano estaba ordenada a que, debajo de su sombra y señorío se predicase por todo el mundo la fe cristiana. Mas ¿cómo puede ser esto, siendo ya pasadas muchas centurias desde que los Gentiles se apartaron del Imperio Romano y, eso no obstante, no ha venido aún el anticristo? Digamos que el Imperio Romano aún sigue en pie, mas mudada su condición de temporal en espiritual, como dice San León Papa en un sermón sobre los Apóstoles. Por consiguiente, la separación del Imperio Romano ha de entenderse, no sólo en el orden temporal, sino también en el espiritual, es a saber, de la fe católica de la Iglesia Romana. Y ésta es una señal muy a propósito, porque, así como Cristo vino cuando el Imperio Romano señoreaba sobre todas las naciones, así por el contrario la señal del anticristo es la separación de él o apostasía."
También agrega: "dicen algunos que el anticristo es de la tribu de Dan, que no se nombra entre las otras 12 (Ap 7); y por eso también los Judíos lo recibirán primero, y reedificarán el templo en Jerusalén, y así se cumplirá lo de Da 9,27: "y estará en el templo la abominación de la desolación" (Mt 24). Pero algunos dicen que nunca será reedificada Jerusalén, ni el templo, sino que durará la desolación hasta la consumación y fin del mundo. Creencia que también admiten algunos Judíos; por eso la explicación que dan de "en el templo de Dios" la refieren a la Iglesia, porque muchos eclesiásticos lo recibirán."
El papa Gregorio XI  condenó en el año 1377 las doctrinas de Juan Wiclef. Este teólogo se mostraba contrario a los tributos que Inglaterra debía pagar a la Santa Sede como feudataria, y abogaba por mantener una política de independencia respecto a la autoridad papal en materia civil y política. Esto le puso en el punto de mira de los tribunales eclesiásticos y el propio pontífice Gregorio XI le llamó anticristo.
San Vicente Ferrer predica a comienzos del siglo XV sobre la inminente llegada del anticristo: “anticristo se llamará precisamente “quod est contra Christo” y su
doctrina, pero también se opondrá al verdadero vicario de Cristo.” “El texto continúa con la enumeración de las señales por las que podrá reconocerse llegada la venida del anticristo, donde no falta la referencia al cisma (1378-1417), que sería consecuencia de la no observancia de la santa pobreza por parte de los eclesiásticos”.
"La última razón, probablemente la primera si pensamos en lo que lleva a Ferrer a creer tan fervientemente en sus propias palabras, es el Gran Cisma. Ferrer cita la Segunda carta a los Tesalonicenses 2, 3-4 insistiendo en que la injerencia del poder temporal en el campo del espiritual es el cumplimiento de la citada dissensio dentro de la Iglesia verdadera de Dios.
La fecha del nacimiento del anticristo, según Ferrer, es 1403. Esta fecha no
aparece únicamente en estos sermones sino que también se repite en su carta al Papa
Benedicto XIII en 1413 -aclaración: se refiere a Benedicto XIII de Aviñón-. Si el anticristo ya está aquí, el fin del mundo ya está aquí."
En la misma época (comienzos del siglo XV), el sacerdote, teólogo y filósofo checo Jan Hus predicaba que el papa era la encarnación del anticristo, criticando a su contemporáneo: Juan XXIII (antipapa).

### En la Edad Moderna
Tras la Caída de Constantinopla el papa Nicolás V hizo un llamamiento a los príncipes europeos para dirigir una cruzada contra el sultán Mehmed II, al que señalaba como "precursor del anticristo".
Durante el Concilio de Letrán V, la constitución Munus praedicationis de 1516 enuncia las reglas aplicables a la predicación sobre la venida del anticristo, afirmando: "Que no tengan nunca la presunción de predicar ni anunciar un momento preciso para los
males futuros, ni la venida del anticristo, ni un día determinado para el juicio". Esta prohibición se reitera en el Concilio de Trento.
Ambrosio Catarino, teólogo dominico, escribió una Apología contra Martín Lutero, obra que algunos consideran “el origen literario de la Contrarreforma". El libro muestra una lista de once formas a través de las cuales Lutero engaña a la gente común. Esta lista es equivalente a su afirmación de que Lutero es el anticristo.
Hacia 1520, Lutero había llamado públicamente "anticristo" al papa León X. En 1521, después de ser excomulgado, Lutero desarrolla más extensamente el tema en su Responsio a Ambrosio Catarino. Su argumentación se centra en el pasaje de Daniel 8:23-25. Según Lutero este pasaje no se refiere a un solo individuo, sino a un sistema o reino: de este modo se aleja de la visión medieval tradicional.
Lutero termina por identificar al sistema papal como el anticristo. Sugiere que cuando el anticristo “se opone y exalta a sí mismo sobre todo lo que se llama Dios, o lo que es adorado”, lo que hace realmente es exaltarse a sí mismo 
por sobre el evangelio.
En 1604, el dominico español Tomás Maluenda publica su De Antichristo: la obra, de más de mil doscientas páginas en latín, reúne las creencias sobre el anticristo, animándose a escribir una biografía del personaje. Según Tomás Maluenda, el anticristo reinará en Jerusalén y no solo restaurará el templo de Salomón, "puede ser que el anticristo tenga dos residencias reales, o dos palacios: uno en Jerusalén en el monte Sión, que sería el más majestuoso, otro como casa de campo, para solazar su corazón, cerca de Nicópolis".

### En la Edad Contemporánea
El sacerdote y teólogo jesuita Manuel Lacunza en su monumental obra sobre el fin de los tiempos, descarta que el anticristo pueda identificarse con un único individuo y afirma que se trata de "un cuerpo moral anticristiano, compuesto de muchos individuos". Su característica principal: "el carácter y distintivo propio de este cuerpo moral, no puede ser otro que solvere Jesum, active, vel pasive: no puede ser otro que el odio formal á Jesús: el oponerse á Jesús: perseguir á Jesús: procurar destruirlo, ó desterrarlo del mundo, borrando del todo su nombre y su memoria."
El Cardenal Newman, en su obra Cuatro Sermones sobre el anticristo afirma que "fue tradición universal en la Iglesia antigua que el anticristo será un hombre individual, no un poder ni un mero espíritu ético o sistema político". Citando a San Jerónimo agrega: "lo que hemos recibido de todos los escritores eclesiásticos: esto es que al fin del mundo, cuando el Imperio Romano sea destruido, habrá diez reyes quienes se dividirán entre ellos el territorio romano y que surgirá un undécimo pequeño rey, quien prevalecerá sobre tres de los diez. Luego recibirá la sumisión de los otros siete".
La vidente Mélanie Calvat afirmó haber recibido un secreto de la Virgen María en la Montagne de la Salette, Francia, el 19 de septiembre de 1846: "Un gran rey subirá al trono y reinará unos pocos años. La religión volverá a florecer y se extenderá por todo el mundo, y habrá una gran abundancia, el mundo, contento de no carecer de nada, volverá a caer en sus desórdenes, abandonará a Dios y será propenso a sus pasiones criminales. 
[Entre] los ministros de Dios, y las Esposas de Jesucristo, habrá algunos que se extraviarán, y eso será lo más terrible.
Por último, el infierno reinará en la tierra. Será entonces que el anticristo nacerá de una Hermana, pero ¡ay de ella! Muchos creerán en él, porque dirá que ha venido del cielo, ¡ay de los que crean en él!
Ese tiempo no está lejos, dos veces no pasarán 50 años."

El Cardenal Henry Edward Manning afirma: "La primera gran Revolución Francesa fue la inauguración del reino del anticristo, de la negación de la fe cristiana, de la ruina del orden cristiano, de la subversión de la autoridad de la Iglesia de Dios (tanto en la vida pública como en la privada) y desde ese día hasta hoy los principios de la turbulencia y la apostasía han azotado y atormentado a los reinos. (…) Sea que la Iglesia sea revestida con poder temporal o no;  mientras el mundo sea cristiano, el mundo creerá en Jesucristo y en Su Vicario. Mientras crea que tiene un Vicario en la tierra, ningún rey príncipe o soberano se atreverá a reclamarlo como sujeto."
León XIII, en su encíclica Humanum Genus de fines del siglo XIX, no se refiere explícitamente al anticristo, pero condena a la Masonería, por su moral "naturalista", que niega "un fin último del hombre, muy superior a todas las realidades humanas y colocado más allá de esta transitoria vida terrena". Acusa a los masones de: "Querer destruir la religión y la Iglesia, fundada y conservada perpetuamente por el mismo Dios, y resucitar, después de dieciocho siglos, la moral y la doctrina del paganismo".
Pio X, en su primer encíclica E Supremi del año 1903, afirma: "¡Tal es, en verdad, la audacia y la ira empleadas en todas partes en la persecución de la religión, en la lucha contra los dogmas de la fe, en un esfuerzo descarado por desarraigar y destruir todas las relaciones entre el hombre y la Divinidad! Mientras, por otro lado, y esto según el mismo apóstol es la marca distintiva del anticristo, el hombre se ha puesto con infinita temeridad en el lugar de Dios, elevándose sobre todo lo que se llama Dios; de tal manera que, aunque no puede extinguir completamente en sí mismo todo conocimiento de Dios, ha contemplado la majestad de Dios y, por así decirlo, hizo del universo un templo en el que él mismo debe ser adorado. "Se sienta en el templo de Dios, mostrándose como si fuera Dios" (II. Tes. Ii., 2).
El Cardenal Louis Billot en su obra La Parousie (1921) se refiere al Anticristo: "Antíoco Epífanes, esta raíz del pecado, como habla el libro de los Macabeos, quien fue el primer rey pagano en emprender, no sólo para conquistar la tierra de Israel, sino también para abolir allí mediante la más atroz persecución la religión del Dios verdadero, y que por esto está citado en la Escritura y visto por los Padres como la figura más clara del anticristo. " Y concluye: "El anticristo sólo será realizable con la condición de que una organización mundial permita la acción conjunta bajo el liderazgo del mismo líder, grupo o individuo, y la dirección de un alto mando que imponga de polo a polo. ¿Y quién podría haber previsto la posibilidad de tal estado de cosas hace sólo cien años? Pero abramos los ojos ahora y veamos al mundo avanzar hacia una unidad formidable, la contraparte monstruosa y malvada de la unidad católica."
Pio XI, en su encíclica de 1937 contra el régimen nazi, acusa a las autoridades del Reich de promover "una lucha hasta el aniquilamiento". Aunque no usa el término anticristo, parece describirlo: "En consecuencia, aquel que con sacrílego desconocimiento de la diferencia esencial entre Dios y la criatura, entre el Hombre-Dios y el simple hombre, osase poner al nivel de Cristo, o peor aún, sobre El o contra El, a un simple mortal, aunque fuese el más grande de todos los tiempos, sepa que es un profeta de fantasías a quien se aplica espantosamente la palabra de la Escritura: El que mora en los cielos se burla de ellos (Sal 2,4)." (Nro. 20).
Pio XII en su encíclica de octubre de 1939, afirmaba: "Mientras os escribimos, venerables hermanos, esta nuestra primera encíclica nos parece, por muchas causas, que una hora de tinieblas (Lc 22,53) está cayendo sobre la humanidad, hora en que las tormentas de una violenta discordia derraman la copa sangrienta de innumerables dolores y lutos." (Summi Pontificatus, Nro. 73).
Juan Pablo II aprobó en 1997 el Catecismo de la Iglesia católica. Respecto a "La última prueba de la Iglesia" expresa:	
"675 Antes del advenimiento de Cristo, la Iglesia deberá pasar por una prueba final que sacudirá la fe de numerosos creyentes (...) bajo la forma de una impostura religiosa que proporcionará a los hombres una solución aparente a sus problemas mediante el precio de la apostasía de la verdad. La impostura religiosa suprema es la del anticristo, es decir, la de un seudo-mesianismo en que el hombre se glorifica a sí mismo colocándose en el lugar de Dios y de su Mesías venido en la carne."
676 Esta impostura del anticristo aparece esbozada ya en el mundo cada vez que se pretende llevar (...) esta falsificación del Reino futuro con el nombre de milenarismo (cf. DS 3839), sobre todo bajo la forma política de un mesianismo secularizado, "intrínsecamente perverso"."
Benedicto XVI escribió en su libro Jesús de Nazareth: "La violencia no instaura el Reino de Dios, el reino del humanismo. Por el contrario, es un instrumento preferido por el anticristo, por más que invoque motivos religiosos o idealistas. No sirve a la humanidad, sino a la inhumanidad."
El pontífice expresó también: "La sociedad moderna está formulando un credo del anticristo y el que se opone a él es castigado con la excomunión social. El temor ante el poder espiritual del anticristo es demasiado natural". Según Benedicto XVI, la auténtica amenaza para la iglesia actualmente proviene de "una dictadura mundial de ideologías aparentemente humanistas".
El papa Francisco ha afirmado que los corruptos son "el anticristo", porque hacen daño a la Iglesia y son "un peligro, ya que son adoradores de sí mismos, sólo piensan en ellos y consideran que no necesitan de Dios".

## Usos populares del término entre las comunidades cristianas

La Cruz de San Pedro o Cruz petrino, una cruz latina invertida utilizado tradicionalmente en el cristianismo. Aunque en los últimos tiempos también lo han utilizado como un símbolo anticristiano.

Algunas sectas milenaristas cristianas asocian este término a un adversario que la Biblia señala en la Segunda Epístola a los Tesalonicenses, donde se describe la venida, justo antes de la llegada de Jesucristo, de una especie de agente de maldad que algunos creen será la propia encarnación del diablo y que perseguirá a aquellos que se conviertan al cristianismo después de lo que llaman el Arrebatamiento de la Iglesia, en un periodo conocido como  «La Gran Tribulación»,  de proporciones siniestras, y que finalmente impondrá la Marca de la Bestia (el 666) (siguiendo el lenguaje simbólico del Apocalipsis).
Al final de su dominio en la Humanidad, según estas corrientes, el anticristo será derrotado por las fuerzas comandadas por Jesucristo, quienes lo lanzarán al lago de fuego.
Isaac Newton, del que se guardan muchos textos de estudios bíblicos aún poco divulgados, establece una cronología precisa para la acción del anticristo, personaje que asocia con el papado y con la destrucción de la ciudad de Roma, acontecimiento que prevé para mediados del siglo XXI. 
Para Juan el Evangelista, cualquiera puede ser un anticristo: siempre que su actitud (aún siendo cristiano confeso) vaya en contra de Cristo, lo cual cuadra perfectamente con el significado etimológico de la palabra. El mismo Jesucristo expresa -según  Mateo 24, 28-: "Donde esté el cadáver, allí se juntarán los buitres.", lo que parece referir que en periodos de decadencia o crisis, muchos integran las instituciones para medrar con su desgracia, siendo falsos "salvadores" y por tanto "anticristos".

## Definición de laBestia
En el libro del Apocalipsis se define a la Bestia -un concepto singular-, con una cifra, palabra que en la Biblia se utiliza como sinónimo de "cantidad" y remite al censo que ordenó el rey David y que atrajo desgracias para el pueblo de Israel (2 Samuel 24). 
El censo ordenado por David se presenta en las escrituras como opuesto al realizado por Moisés, según Exodo 30, 12: "Cuando cuentes el número de los israelitas para hacer su censo,
cada uno pagará a Yahveh el rescate por su vida al ser empadronado, para
que no haya plaga entre ellos con motivo del empadronamiento". 
En los versículos donde la Biblia indica una cantidad numérica también señala los elementos que la componen. En el caso de la cita del Apocalipsis, desconocemos los elementos que componen la cantidad, ya que nos remite a un sujeto. Sin embargo la Biblia nos da algunas referencias para conocer esos elementos.
La cita del Apocalipsis es:
"¡Aquí está la sabiduría! Que el inteligente calcule la cifra de la Bestia; pues es la cifra de un hombre. Su cifra es 666." (Apocalipsis 13, 18).
Según la interpretación de algunos rabinos: "El misterio de la verdad está más allá de la mentira. Si una persona utiliza la verdad para causar algún tipo de daño o perjuicio a otra persona, en ese caso esa verdad no es la verdad bíblica." De modo que si está en juego la paz o la convivencia, ésta predomina sobre la prohibición bíblica de no mentir.
Si bien la cifra 6 es el valor de la mentira, el número 666, sumados sus tres componentes (6+6+6), da la cifra 18 (que llevado a un dígito da la cifra 9, que es el valor de la "verdad"). El número entonces indica "una verdad que está investida dentro de la mentira de modo oculto, y una mentira que se convierte en verdad para hacer la paz".

## El número 666 en los autores católicos
Ireneo de Lyon  explica el número de la siguiente manera:
"Con razón su nombre llevará la cifra 666 (Ap 13,18), la cual recapitula toda la malicia anterior al diluvio, toda la mezcla de males que provocó la apostasía de los ángeles -Noé tenía seiscientos años cuando el diluvio cayó sobre la tierra (Gén 7,6) y aniquiló todos los seres vivientes sobre la tierra, por la perversidad de la generación en tiempos de Noé-. Esa apostasía recapitula todos los errores e idolatrías cometidos desde el diluvio, el asesinato de los profetas y los suplicios infligidos a los justos. El ídolo que Nabucodonosor erigió era de sesenta codos de alto y seis de ancho (Dan 3,1), y por negarse a adorarlo, Ananías, Azarías y Misael fueron arrojados al horno de fuego (Dan 3,20), prueba que sirvió como profecía de lo que sucederá al fin de los tiempos, cuando los justos sufrirán la prueba del fuego: pues dicho ídolo fue el preanuncio de la llegada de aquel que ordenará a todos los hombres sólo a él adorarlo. Así, pues, los seiscientos años de Noé, en cuyo tiempo cayó el diluvio por motivo de la apostasía, y el número de codos del ídolo por motivo del cual los justos fueron arrojados al horno de fuego, forman la cifra del nombre en el cual se recapitulan seis mil años de toda apostasía, injusticia, maldad, seudoprofecía y dolo, por los cuales descenderá también un diluvio de fuego."
Cesáreo de Arlés en su "Exposición del Apocalipsis de San Juan" explica el número de la siguiente manera:
"(E)n letras separadas es un nombre. Pero una vez 
reunidas en un monograma forman un carácter, un 
número y un nombre. Nosotros entendemos aquí el 
nombre de Cristo y se muestra su semejanza que la 
Iglesia adora en verdad; la hostilidad de los herejes se 
hace semejante a él; estos son los que, persiguiendo 
espiritualmente a Cristo, sin embargo se les ve que se 
glorían del signo de la Cruz de Cristo. Por esto es por lo 
que se ha dicho que el nombre de la bestia es un número 
humano." 

## El número 666 en la Biblia
El número 666 aparece mencionado en la Biblia, aparte de la cita de Apocalipsis, tres veces más:
"El peso del oro que llegaba a Salomón cada año era de 666 talentos de oro," (1 Reyes 10, 14 y 2 Crónicas 9, 13).
Aunque las dos citas son similares en el versículo siguiente se aclara: "sin contar las contribuciones de los mercaderes, las ganancias de los comerciantes y de todos los reyes árabes y de los inspectores del país." (1 Reyes 10, 15)
y en el segundo caso: 
"sin contar las contribuciones de los mercaderes y comerciantes." (2 Crónicas 9, 14). Con esto se quiere señalar que el 666 indica una proporción del oro que llegaba a Salomón, pero no la totalidad.
De acuerdo con estos versículos, el número tiene una progresión creciente, o sea cada vez más abarcativa. Hasta el versículo de Apocalipsis 13, 17: "y que nadie pueda comprar nada ni vender, sino el que lleve la marca con el nombre de la Bestia o con la cifra de su nombre."
Respecto a "talentos de oro", el libro 1 Reyes, capítulos 9 y 10, menciona que "Jiram, rey de Tiro" y la "Reina de Sabá" entregaron cada uno al rey Salomón "120 talentos de oro". Además los hombres de Jiram trajeron de Ofir "420 talentos de oro": la suma total da 660.
La otra mención del 666 es en el libro de Esdras, después de una introducción:
"Estas son las personas de la provincia que regresaron del cautiverio, aquellas que había deportado a Babilonia Nabucodonosor, rey de Babilonia, y que volvieron a Jerusalén y Judá, cada uno a su ciudad." (Esdras 2, 1),: "los hijos de Adonicam: 666" (Esdras 2, 13).
En el libro de Nehemías se lee "los hijos de Adonicam: 667" (Nehemías 7, 18). Con esto se quiere señalar que el 666 indica una proporción de los hijos de Adonicam, pero no la totalidad. Con este versículo parece señalarse que el número tiene una progresión decreciente, o sea cada vez menos abarcativa.
Con base a los versículos de la Biblia precedentes (sin pretender imponer una interpretación, ni limitar ninguna otra); podemos entenderlo del siguiente modo: si la cantidad -en este caso el 666- es una línea de nivel fijada previamente en un recipiente; para alcanzar tal nivel -o sea para completar el número- no basta una parte del oro de Salomón más una parte de los hijos de Adonicam, sino que falta un tercer elemento -un hombre, mencionado por Apocalipsis- para que se complete el número y cuaje en una realidad nueva y distinta: la Bestia.

## Descripción de laBestia
La palabra "Bestia" (en singular y con la "B" mayúscula), aparece una sola vez en el Antiguo Testamento, en el Salmo 72 (71), 9: Ante él se doblará la Bestia, sus enemigos morderán el polvo.
En el Nuevo Testamento, la palabra "Bestia" (en singular y con la "B" mayúscula) solo aparece en el libro del Apocalipsis, 39 veces.
En el Apocalipsis, por medio de un lenguaje altamente simbólico, se describe a la Bestia como un monstruo de siete cabezas y diez cuernos (y por cada cuerno, diez diademas), con un cuerpo semejante a un leopardo, patas de oso y fauces de león. Dice estar inspirada por el Diablo y tener la facultad de pelear contra Dios.
Según muchos eruditos, Bestia se denomina a la estructura de poder totalitario (imperial). Al imponer en los pueblos una forma de vida opuesta a la de Dios, su veneración será inspirada por una propaganda similar a la del culto imperial romano o a la de los totalitarismos fascistas. Incluso puede ser herido mortalmente y curado por otra Bestia, otro imperio, quien sería el encargado de reforzar su culto.
También podemos relacionar el relato del Apocalipsis (La bestia de 7 cabezas con 10 cuernos y en sus cuernos 10 diademas, "Apocalipsis capítulo 13") con el Libro de Daniel (capítulo 7), en el que también se menciona el relato de un monstruo que surgía del mar con 10 cuernos.

## Personajes señalados como el anticristo
Cierta tradición cristiana identifica al anticristo según:
1. El anticristo tergiversará las enseñanzas de los Evangelios a través de su nueva doctrina.
2. El anticristo negará la divinidad de Cristo, negará que Jesús fue el Hijo de Dios.

### Identificación de Abadón/Apolión
El simbolismo de Apocalipsis 9:11 deja a interpretaciones la identificación de Abadón/Apolión:

7 El aspecto de las langostas era semejante a caballos preparados para la guerra; en las cabezas tenían como coronas de oro, sus caras eran como caras humanas,8 tenían cabello como cabello de mujer y sus dientes eran como de leones;9 tenían corazas como corazas de hierro y el ruido de sus alas era como el estruendo de muchos carros de caballos corriendo a la batalla;10 tenían colas como de escorpiones, y también aguijones, y en sus colas tenían poder para dañar a los hombres durante cinco meses.
11 Sobre ellos tienen como rey al Ángel del Abismo, cuyo nombre en hebreo es Abadón, y en griego, Apolión.
Apocalipsis 9:11

Algunos investigadores bíblicos creen que es el anticristo o Satán.

## Puntos no cristianos
Islam
En la escatología islámica, antes de la llegada del Mahdi un personaje que precede la llegada del mesías Isa (Jesús), habrá un impostor similar al que se menciona en el cristianismo, quien perseguirá a los creyentes musulmanes llamado Dajjal, devastando todos sus dominios excepto en las ciudades de La Meca y Medina. El mesías Isa (Jesús) después de su segunda llegada ayudado por el Mehdi acabaran juntos con "Dajjal" que es el mismísimo anti-Mesías. Cabe resaltar que el Corán no enseña la crucifixión y posterior resurrección de Jesucristo así como el título de «Hijo de Dios», asignándole la categoría de profeta y considerando que Dios no engendra ni ha sido engendrado.
Judaísmo
El judaísmo nunca ha hablado de un ser similar al anticristo o anti-Mesías. Sin embargo, en el esoterismo judío medieval, por ejemplo en el escrito denominado Apocalipsis de Zorobabel, aparece un personaje llamado Armilos, que conquistará la Tierra, se asentará en Jerusalén y perseguirá a los fieles hasta ser derrotado por el auténtico Mesías. 
Zoroastrismo
En el mazdeísmo, el espíritu principal del mal Ahriman se encarnará en la serpiente Lahak y será derrotado por el Mesías (Saahyant).
Otros
Según Rudolf Steiner, fundador de la antroposofía, hay dos anticristos, la potencia de Lucifer, descrita como algo que incita el humano a todas las exaltaciones, los falsos misticismos, el orgullo de elevarse sin frontera y la de su opuesto Ahriman (equivalente de Satán) como algo que incita el humano a las supersticiones materialistas.

## En la filosofía
En la filosofía, Nietzsche lo menciona en el título de su obra El anticristo. Para el filósofo alemán, el cristianismo histórico (que comienza con la Iglesia creada por Pablo de Tarso) tiene muchos aspectos contradictorios con la doctrina predicada por Jesús. Desde su visión, las iglesias cristianas aglutinan a personas mediocres y resentidas, que delegan en los sacerdotes toda iniciativa y juicio. La reforma de Lutero contra los papas del Renacimiento la considera dentro de los mismos parámetros: una reacción de los espíritus resentidos del cristianismo tradicional contra las posibilidades del desarrollo humano.
El filósofo alemán Josef Pieper ha tratado con profundidad la figura y el "reinado del anticristo" en su obra Sobre el Fin de los Tiempos (Ediciones Rialp, S.A., Madrid, 1955). El autor afirma que "el anticristo pertenece al campo político. El anticristo no es algo así como un hereje, que solo fuera de
importancia para la historia eclesiástica". "Hay que pensar el anticristo como una figura del ejercicio del poder político extendido a toda la humanidad". "El Estado mundial del anticristo será un estado totalitario en sentido máximo. Pero esto no depende solo de la ambición de poder y la superbia del anticristo, sino al mismo tiempo, de la naturaleza misma del estado mundial."
También advierte el autor: "Cuando la “unión militar, política y económica culmine en el frente de la unidad religiosa" encontrará el poder del anticristo su máxima potenciación". "La última forma de las relaciones Estado-Iglesia en el seno de la historia no será el “diálogo” y tampoco propiamente la “lucha”, sino la persecución, esto es, la lucha exterminadora del poder contra los impotentes."
El filósofo ruso Aleksandr Duguin reedita la profecía de Filoféi de Pskov sobre la Tercera Roma, donde Moscú sería la sucesora del legado del Imperio romano (Primera Roma), y de Constantinopla (Segunda Roma). Según el autor: "La guerra que libramos con el Occidente colectivo es una guerra de civilización, en la que la civilización del Anticristo, la civilización de Satán, la sociedad satánica y diabólica lucha contra nosotros.(...) Esa civilización satánica, que suprime el sexo, suprime la familia, suprime todas las prohibiciones, permite todas las formas de patología y perversión, e incluso las fuerza, hasta el cambio de sexo en los niños, es una civilización tan diabólica que la humanidad nunca ha conocido. Que las hordas del Anticristo controlan a la mayoría de los pueblos de la Tierra, con una ideología abiertamente diabólica, ya lo sabemos. El verdadero satanismo prevaleció cuando el liberalismo se quedó solo."

## En la literatura
De principios del siglo XVII es la comedia española El anticristo de don Juan Ruiz de Alarcón: "El personaje del anticristo, tal como lo imaginó Alarcón, es pues totalmente original si se lo compara con la figura arquetípica definida por los teólogos. Porque
es capaz de enamorarse, y además con una cristiana, su misión de conquista del mundo está dedicada al fracaso y, al mismo tiempo, la potencia de las instancias maléficas está puesta en tela de juicio."
En las primeras líneas de la obra La Guerra y la Paz de León Tolstói, el personaje "Ana Pavlovna Scherer, dama de honor y parienta próxima de la emperatriz" se refiere a Napoleón Bonaparte como un "anticristo", caracterizado por todas sus infamias y atrocidades: "de buena fe, creo que lo es", agrega el personaje de Ana. Más avanzado el texto, al comienzo de la quinta parte, el autor expresa: "En todas partes se oían maldiciones contra el enemigo del género humano, Bonaparte."
La imagen moderna, reproducida en los libros de ficción y en las películas, surge en gran parte de la obra del escritor ruso Vladímir Soloviov: Tres conversaciones y el Breve relato sobre el anticristo (publicado en 1900). En el Breve relato se describe a un personaje inteligente y carismático, que llevado por su ambición se convierte en un importante pensador. Su fama crece en todo el mundo y luego –en premio a su capacidad– es elegido nuevo "Emperador Romano" con una potestad de alcance universal.
El nuevo señor del mundo es definido como un "filántropo", un hombre comprometido con la paz y la prosperidad mundiales. La resistencia a su poder absoluto es expresada por los personajes del "Papa Pedro II", como cabeza de la Iglesia cristiana occidental, y del "Anciano Juan", quien preside la Iglesia oriental. Derrotados ambos testigos, finalmente el pueblo judío se alza contra el anticristo en la propia Jerusalén.
En 1907 monseñor Robert Hugh Benson publicó la novela Señor del mundo, que se centra en el reinado del anticristo y el fin del mundo. En 1992, el cardenal Joseph Ratzinger –futuro papa Benedicto XVI– criticó un discurso del presidente estadounidense George H. W. Bush a favor del llamado "nuevo orden mundial". En su intervención, el prelado explicó que la novela de Benson describía "una civilización similar unificada, y su poder para destruir el espíritu. El anticristo es representado como el gran paladín de la paz en un nuevo orden mundial similar".
El escritor judío polaco Szulim Asz (conocido como Sholem Asch), publicó varias novelas históricas; una de ellas “El Nazareno (1939)” trata sobre la vida de Jesús. El autor vincula el antisemitismo con el anticristo: “El antisemitismo no es un movimiento, sino una enfermedad. El que se encuentra afectado por ella es incapaz de tener una orientación, un juicio, o una opinión”. “El Anti-Cristo, en cualquier lugar que ha plantado esta semilla de odio, ha destruido la obra de Jesús, ha pisoteado su jardín por un tiempo y ha envenenado las obras de la honesta cristiandad por muchas generaciones, ha socavado la obra de Dios.”
El escritor argentino Hugo Wast en su obra 666 (novela), de fuerte tono antisemita, presenta al personaje de "Ciro Dan" –nieto de Naboth Dan, un sacerdote apóstata–, como un financista y líder que se convertirá en el anticristo. En la novela, el personaje de "fray Plácido" recibe la visita desde el otro mundo de Voltaire, quien le describe el infierno en el que habita y le anuncia el futuro de la humanidad. Cuando el papa Pío XII muere, "Ciro Dan" se convierte en soberano del restaurado Reino de Israel a la vez que Califa del Islam, considerándose a sí mismo como hijo de Satanás, marcando a sus servidores con el 666.
El escritor Norman Mailer en una entrevista realizada poco antes de su muerte, al presentar su novela El castillo en el bosque (2007), decía: "Una de las cosas interesantes, una de las razones que me hicieron pensar que Hitler es la respuesta a Jesucristo, su contrapartida en el plano satánico, es que no hay explicación humana del horror de lo que hizo. De su maldad." La novela trata sobre la infancia de Adolf Hitler. El escritor concluye: "A riesgo de escandalizar, hasta diría que si uno cree en Jesús como hijo de Dios, ¿por qué no creer que Hitler es el hijo del Diablo?"
El escritor chileno Alejandro Rocha Narváez, en su novela "El Cristo Final" (2018), relata la historia de un polémico profesor, apasionado crítico de nuestro tiempo y sus fórmulas políticas y culturales; un apóstata que ha renegado de sus votos para el sacerdocio, a quien su guía espiritual le revela documentos e informes que demuestran su origen inusitado. Él ha sido creado biogenéticamente a partir del ADN recuperado de las reliquias sagradas (el Santo Sudario de Turín, entre otras),e incubado en una "Virgen postmoderna", una madre sustituta a la que nunca pudo conocer. Su destino, inculcado por una red inaccesible de poderes en las sombras, era resucitar y unificar la fe de la Humanidad con el retorno del Dios Vivo y Verdadero, y reinstaurar un Nuevo Orden Mundial. A semejante manipulación brutal de su persona, la combate hundiéndose en la concupiscencia y el vicio, queriendo vengarse mostrándose revolcado "en la iniquidad más absoluta, como un anticristo". Sin embargo, a medida que se vuelve consciente de la decadencia y el hundimiento que promueve en quienes lo rodean, tan condenados como él, pero también del poder de superación, sutil y silencioso, que albergan sus decisiones, va revelando las contradicciones de la libertad postmoderna y la educación formal, las apariencias sociales y la hipocresía que se esconden en nuestros discursos políticamente correctos, demostrando que los verdaderos "salvadores" rara vez son amados por su verdad y que un verdadero "salvador" no es otra cosa que un corazón desnudo, que solo late para regalarse.

## Filmografía sobre el anticristo
Muchos productores y cineastas inspirados en este personaje, han producido varias películas de terror, drama, suspenso y comedia:
- (1968) Rosemary's Baby: Dirigida por Roman Polanski tuvo mucho éxito relatando que por medio de una intriga de una secta diabólica, una madre inocente da luz a un hijo del diablo.
- (1976) La profecía: Es una película británica producida en 1976, pues el origen del anticristo en esta película relata del nacimiento de un niño llamado Damien. Según la película, este nació del vientre de un chacal muchos creyentes intentan matarlo pero una fuerza sobrenatural diabólica es quien lo protege.
- (1977) Holocausto 2000: coproducción italo-británica dirigida por Alberto De Martino. En esta cinta, el constructor de una megaplanta nuclear de excepcional potencia, al descubrir que su hijo Ángel es el anticristo, se dispone a parar a toda costa ese apocalíptico proyecto.[62]
- (1978) Damien: Omen II o la Profecía 2: Dirigida por Don Taylor, es la segunda película de la trilogía iniciada por Richard Donner con el exitoso filme La profecía. Esta película muestra cuando Damien, el anticristo, es un adolescente y descubre su propia identidad.
- (1981) Omen III: The Final Conflict o La Profecía 3:  En esta película se presenta a Damien siendo adulto, empresario exitoso, candidato a presidente de los EE. UU. y teniendo a su servicio a miles de seguidores con los intentará evitar el nacimiento del Nazareno. Tras su derrota se ve la presencia espiritual de Jesucristo.
- (1991) Omen IV: The Awakening o La Profecía 4: Es la cuarta entrega de la saga de La profecía. Después de la muerte de Damien, en el cuarto episodio nace su hija llamada Delia, una niña diabólica adoptada por una familia y quien por medio de unos médicos satanistas, implantan una hormona de la niña al vientre de su madre adoptiva para continuar el nacimiento del nuevo anticristo.
- (1991) Child of Darkness, Child of Light (Hijo de la Oscuridad, Hijo de la Luz). Dos muchachitas llamadas Kathleen y Margaret (interpretadas por Kristin Dattilo y Sydney Penny) quedan misteriosamente embarazadas: una lleva en su vientre al producto de la Luz, y otra al hijo de la oscuridad.[63]
- (1995) El día de la Bestia es una producción española de 1995 dirigida por Álex de la Iglesia. Trata sobre un sacerdote vasco que descubre un mensaje apocalíptico: El anticristo nacerá en Madrid el 25 de diciembre de 1995. Ayudado por un investigador de ciencias ocultas y un Heavy satánico, intentarán detener este nacimiento. El personaje de Heavy fue interpretado por Santiago Segura, años antes de convertirse en Torrente. A diferencia del resto, esta película está clasificada como una comedia, pese a algunas escenas grotescas.
- (1999) End of Days: Producida en 1999 en los Estados Unidos, donde el diablo, satanás o el demonio se posesiona en el cuerpo de un humano esta vez de un banquero y va en busca de una chica que había nacido con una marca extraña como la elegida del maligno y que es acosada para que dé a luz al anticristo. Si bien esta chica es protegida por un policía quien impide el nacimiento del anticristo.
- (1999) The Ninth Gate (La novena puerta, La última puerta): Dean Corso (Johnny Depp)  es un coleccionista de libros que trabaja de forma confidencial y que recibe la llamada de un apasionado de textos demoníacos quien le pide encontrar los tres últimos ejemplares del legendario manual de invocación satánica . De Nueva York a Toledo y de París a Sintra, Corso se verá inmerso en un laberinto de aterradoras sorpresas. En este caso la historia hace sospechar que Corso (quien ha contado con la ayuda y protección de una mujer misteriosa), sería el supuesto anticristo.
- (1999) El Código Omega, película de ficción cristiana de 1999, dirigida por Robert Marcarelli, protagonizada por Casper Van Dien y Michael York, como el antagonista. Su trama principal presenta una visión evangélica cristiana sobre el milenio, y una parcela por el anticristo para apoderarse del mundo.
- (2000) Left Behind: The Movie, Buck Williams (Kirk Cameron) es un joven periodista que comienza a creer en Dios, y descubre que un personaje llamado Nicolae Carpathia es el verdadero anticristo, que revela su plan de dominación mundial.[64]
- (2000) Little Nicky (El hijo del diablo en Latinoamérica) es una película aunque en género comedia estadounidense producida en el año 2000, escrita y protagonizada por Adam Sandler. Según su argumento Satán, después de pasar 10 000 años al frente del infierno, decide continuar al mando durante más tiempo. Dos de sus tres hijos, Cassius y Adrian, deciden ir a Nueva York en venganza para instaurar su propio reino del mal
- (2000) Lost Souls (Almas perdidas). En esta cinta una joven católica llamada Maya Larkin (Winona Ryder), debe descubrir quién es el anticristo (Ben Chaplin), antes de que sea tarde para la humanidad.[65]
- (2004) La Pasión de Cristo. En esta película dirigida por Mel Gibson, en la escena cuando los romanos azotan a Cristo, se ve al anticristo de bebé, en los brazos de Satán que fue interpretado por Rosalinda Celentano.
- (2006) 666: The Child: película dirigida por Jack Pérez, basada en la película La Profecía que relata de un niño que es el anticristo.
- (2006) La profecía (película de 2006): película reeditada de la versión original de 1976, aunque con algunas modificaciones del guion. Está fue dirigida y producida por el director de cine John Moore.
- (2007) Whisper, conocida en castellano en Argentina como: Susurros de terror, en España como: Hellion, el ángel caído, en México como: El hijo del diablo y en Venezuela como: Poseído, es una película de suspenso dirigida por Sterward Hendler, en la que participan Josh Holloway y Sarah Wayne Callies. Según su argumento: Max Harper (Josh Holloway) quiere iniciar una nueva vida junto a su novia Roxanne (Sarah Wayne Callies) y acaba aceptando secuestrar, vestido de Santa Claus, a David (Blake Woodruff), un extraño niño que escapa del cuarto donde está encerrado y cuyo susurro escucha Roxanne pidiéndole que mate a su novio. El resto de secuestradores empiezan a morir y solo queda con vida la pareja.
- (2007) El nacimiento del horror o El Embrión del Mal: según la película, trata de una chica cristiana y virgen llamada Mary Elizabeth de 21 años, que un día se despierta embarazada, sin entender nada de nada. Según van transcurriendo los días, se dará cuenta de que en su interior se está gestando un niño diabólico, cuya misión al nacer, será destruir la Tierra.
- (2007) 666 The Beast: es la continuación de la película 666: The Child, dirigida por Nick Everhart.
- (2009) Lars Von Triercon su película Antichrist, producción de 2009. Controvertida y exótica, cosechó diversos premios, sobre todo su protagonista femenina Charlotte Gainsbourg.
- (2011) 11-11-11: Dirigida por Darren Lynn Bousman. Se trata de un thriller de terror establecido a las 11:11 del 11 de noviembre de 2011 y en relación con una entidad de otro mundo que entra en el reino terrenal a través de la puerta 11 del cielo. El antagonista principal de la película es un falso sacerdote y predicador llamado Samuel Crone, el anticristo.
- (2011) I'm Not Jesus Mommy: La película es una interpretación del Libro de Apocalipsis centrada en un proyecto secreto de clonación humana que intenta reproducir la Segunda Venida de Cristo.
- (2013) El bebé del Diablo o Hell Baby, es una película más próxima a la comedia que al terror, aunque está basada entre La profecía y El bebé de Rosemary.
- (2014) El heredero del diablo: Una película dirigida por Matt Bettinelli-Olpin. Las relaciones con el mundo de la brujería y del demonio se mantienen cercanas y constantes, ya que el bebé que está esperando podría tratarse ni más ni menos del hijo de Satanás. Ante tal acontecimiento, el esposo deberá de buscar la manera de salvar a su esposa y a su hijo del mal propagado dentro de su vientre.
- (2014) El bebé de Rosemary: dirigida por Agnieszka Holland, es una miniserie basada en la película original de 1968. Aunque esta miniserie solo cuenta con 4 episodios, además con algunas modificaciones del guion. Es más próximo al suspenso y al drama y menos próxima a la de terror.
- (2015) Exorcismo en el Vaticano: Una película dirigida por Mark Neveldine. El Vaticano autoriza a realizar un exorcismo a una muchacha,  dándose cuenta de que se enfrentan a un poder satánico más poderoso de lo que podían imaginar determinado como el anticristo que se posiciona en el cuerpo de la muchacha.
- (2016) Damien: creada por Glen Mazzara, es una serie de televisión basada en la película de 1976 La profecía, dirigida por Richard Donner. Trata de un fotógrafo de guerra de treinta años, Damien Thorn, quien ha crecido olvidando su pasado e inconsciente de las fuerzas satánicas que lo rodean.
- (2017) Pequeño demonio: parodia de terror del director Eli Craig. Un hombre descubre que su pequeño hijastro Lucas es el anticristo.[66]
- (2017) Apocalipse: en esta telenovela brasileña, el anticristo es un joven llamado Ricardo Montana, interpretado por Sérgio Marone.
- (2018) American Horror Story: Apocalypse: Octava temporada de esta serie, en ella se sigue la historia de cómo el bebé nacido en la primera temporada de una humana y un fantasma se alza como anticristo. Cuenta la historia de cómo Michel Langdon descubre su identidad y acepta la tarea de traer el Apocalipsis. Este termina con el mundo y todos sus habitantes excepto con un aquelarre de brujas que intentarán acabar con Michael de una vez por todas y restablecer el orden.
- (2019) Good Omens (serie de televisión): serie de 6 episodios basada en la novela Buenos presagios escrita en colaboración por Terry Pratchett (autor de las novelas de Mundodisco) y Neil Gaiman (escritor del cómic The Sandman), que trata de forma humorística e irónica de la encarnación del anticristo en un niño de un pueblo inglés, y de un ángel y un demonio que se han hecho amigos y tratan de evitar el Apocalipsis para mantener su buena vida en la Tierra.
- (2022), Little Demon, es una serie animada de adultos cuya protagonista es el anticristo; interpretada por Lucy DeVito.
- (2023) The Chosen One (serie de televisión): serie de 6 episodios basada en el novela gráfica Chosen (cómic) escrita por Mark Millar, trata sobre Jodie, un niño de 12 años que vive en Baja California Sur México, descubre que tiene poderes parecidos a los de Jesús; debe decidir si responde a su llamado y cumple su destino. Finalmente descubre que no es la reencarnación de Jesús si no del anticristo.
- (2024) La primera profecía, también conocida como El Presagio, es una película italo-estadounidense basado en el clásico film de La Profecía de 1976.
- (2024) Las bestias del apocalipsis; serie de cómic y animación independientes. Trata sobre Gael, un guerrero que debe luchar contra las bestias del apocalipsis que amenazan a la Tierra, siendo el Anticristo uno de los antagonistas principales